# István Busa
István Busa (ur. 31 maja 1961 w Kecskemét) – węgierski florecista, brązowy medalista igrzysk olimpijskich i mistrzostw świata.

## Życiorys
Na igrzyskach olimpijskich w Seulu w 1988 roku reprezentacja Węgier w składzie: Zsolt Érsek, Pál Szekeres, István Szelei, István Busa i Róbert Gátai wywalczyła brązowy medal w zawodach drużynowych. Indywidualnie nie startował. Brał również udział w igrzyskach olimpijskich w Barcelonie w 1992 roku, zajmując czwarte miejsce drużynowo i 27. indywidualnie.
Wspólnie z Zsoltem Érsekiem, Róbertem Gátaiem i Istvánem Szeleiem zdobył również brązowy medal podczas mistrzostw świata w Lozannie w 1987 roku.
Zdobywca dwóch złotych medali (indywidualnie i drużynowo) we florecie na mistrzostwach Europy w Wiedniu w 1991 roku.